# Laticífero

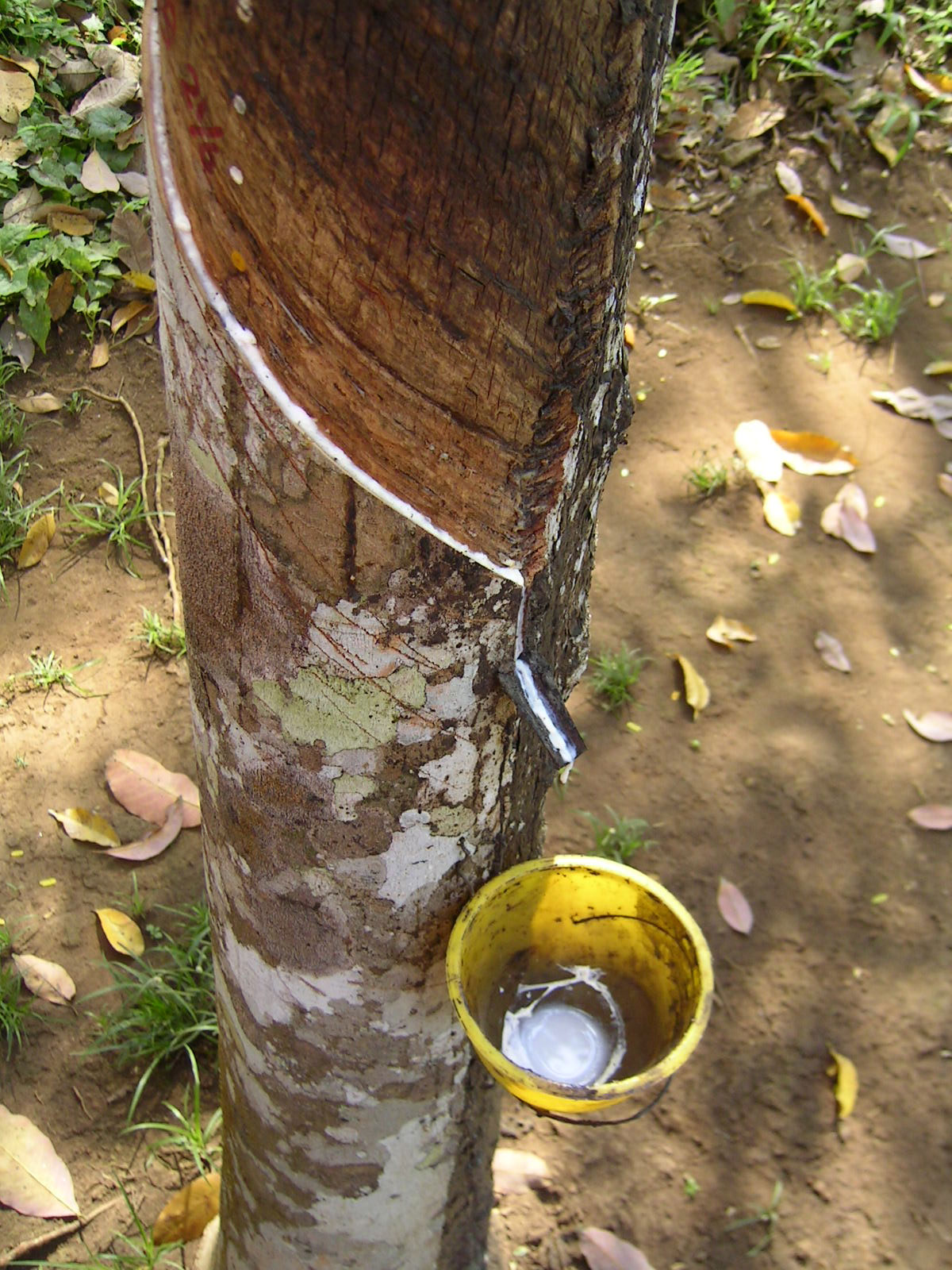
Extracção de látex de uma árvore da espécie Hevea brasiliensis

Laticíferos são estruturas secretoras internas de uma planta, são células ou série de células interligadas que contém látex.
Os laticíferos estão restritos a um números de famílias (Apocynaceae, Asclepiadaceae, Euphorbiaceae, Moraceae, e Papaveraceae) e gêneros de plantas. Seu conteúdo pode ser venenoso, colante, mas também pode funcionar como um potente analgésico. Muitas são as qualidades dos látexes. O látex, produzidos pelos laticíferos, é uma suspensão aquosa de substâncias produzidas por células especializadas. Freqüentemente terpenóides, mas também proteínas, açucares, ácidos graxos, alcalóides, amidos e outras substâncias estão presentes no látex. Isoprenóides de grande peso molecular do látex são usados parafazer borracha natural. O látex pode ser produzido em idioblastos ou em estruturas especiais, os laticíferos. Os laticíferos podem ser de dois tipos, ambos são longos e estreitos e podem ser ramificados ou não. Os laticíferos não-ramificados iniciam-se como células simples e crescem intrusivamente, empurrando as células vizinhas. Eles continuam a crescer junto com a planta, tornando-se células cenocíticas gigantes. Os laticíferos articulados começam como uma coluna de células; as paredes vizinhas destas células são degradadas durante o desenvolvimento do laticífero. Em muitas espécies, colunas vizinhas se anastomosam.